# Soupisky hokejových reprezentací na MS 2021 (skupina A)
Mistrovství světa v ledním hokeji 2021 elit se zúčastnilo celkem 16 národních týmů. Každý tým musí mít na soupisce nejméně 15 bruslařů (útočníků a obránců) a dva brankáře, a nanejvýš 22 bruslařů a tři brankáře.
Tato základní skupina se odehrála v Rize.

## Skupina A

### Ruský olympijský výbor
- Soupiska na oficiálních webových stránkách Zdroj
- Hlavní trenér: Valeri Bragin nominoval na šampionát 2021 tyto hráče.
- Asistent trenéra:  Albert Leshyov
- Asistent trenéra:  Stefan Persson
- Asistent trenéra:  Konstantin Shafranov
- Asistent trenéra:  Alexander Titov

| 2  | D | Arťom Zub              | 3. října 1995 (25 let)      | Ottawa Senators        |
| 4  | D | Vladislav Gavrikov - A | 21. listopadu 1995 (25 let) | Columbus Blue Jackets  |
| 7  | O | Dmitrij Orlov          | 23. července 1991 (29 let)  | Washington Capitals    |
| 8  | F | Ivan Morozov           | 5. května 2000 (21 let)     | SKA Petrohrad          |
| 9  | D | Ivan Provorov          | 13. ledna 1997 (24 let)     | Philadelphia Flyers    |
| 10 | F | Sergey Tolchinsky      | 3. února 1995 (26 let)      | Avangard Omsk          |
| 11 | F | Dmitri Voronkov        | 10. září 2000 (20 let)      | Ak Bars Kazaň          |
| 15 | F | Pavel Karnaukhov       | 15. března 1997 (24 let)    | CSKA Moskva            |
| 16 | F | Nikita Zadorov         | 16. dubna 1995 (26 let)     | Chicago Blackhawks     |
| 21 | F | Konstantin Okulov      | 18. února 1995 (26 let)     | CSKA Moskva            |
| 25 | F | Michail Grigorenko     | 16. května 1994 (27 let)    | Columbus Blue Jackets  |
| 27 | D | Igor Ožiganov          | 13. října 1992 (28 let)     | SKA Petrohrad          |
| 31 | G | Alexander Samonov      | 23. srpna 1995 (25 let)     | SKA Petrohrad          |
| 32 | G | Sergej Bobrovskij      | 20. září 1988 (32 let)      | Florida Panthers       |
| 37 | F | Evgeny Timkin          | 3. září 1990 (30 let)       | SKA Petrohrad          |
| 57 | F | Artyom Shvets-Rogovoy  | 3. března 1995 (26 let)     | SKA Petrohrad          |
| 58 | F | Anton Slepyshev -      | 13. května 1994 (27 let)    | CSKA Moskva            |
| 60 | G | Ivan Bočarov           | 18. května 1995 (26 let)    | HK Dynamo Moskva       |
| 71 | F | Anton Burdasov - A     | 9. května 1991 (30 let)     | SKA Petrohrad          |
| 72 | F | Emil Galimov           | 9. května 1992 (29 let)     | SKA Petrohrad          |
| 78 | F | Maxim Shalunov         | 31. ledna 1993 (28 let)     | CSKA Moskva            |
| 81 | F | Vladislav Kamenev      | 12. srpna 1996 (24 let)     | SKA Petrohrad          |
| 87 | D | Rushan Rafikov         | 15. května 1995 (26 let)    | Lokomotiv Jaroslavl    |
| 89 | D | Nikita Něstěrov        | 28. března 1993 (28 let)    | Calgary Flames         |
| 91 | F | Vladimir Tarasenko     | 13. prosince 1991 (29 let)  | St. Louis Blues        |
| 94 | F | Alexandr Barabanov     | 17. června 1994 (26 let)    | San Jose Sharks        |
| 96 | F | Andrei Kuzmenko        | 4. února 1996 (25 let)      | SKA Petrohrad          |
| 98 | D | Grigory Dronov         | 10. ledna 1998 (23 let)     | Metallurg Magnitogorsk |

### Švédsko
- Soupiska na oficiálních webových stránkách Zdroj
- Hlavní trenér: Johan Garpenlöv nominoval na šampionát 2021 tyto hráče.
- Asistent trenéra:  Markus Akerblom
- Asistent trenéra:  Marcus Ragnarsson

| 3  | D | Klas Dahlbeck - A  | 6. července 1991 (29 let)   | CSKA Moskva            |
| 7  | D | Henrik Tömmernes - | 28. srpna 1990 (30 let)     | Ženeva-Servette HC     |
| 9  | F | Adrian Kempe       | 13. září 1996 (24 let)      | Los Angeles Kings      |
| 12 | F | Max Friberg        | 20. listopadu 1992 (28 let) | Frölunda HC            |
| 15 | F | Pontus Holmberg    | 9. března 1999 (22 let)     | Växjö Lakers HC        |
| 17 | F | Pär Lindholm       | 5. října 1991 (29 let)      | Skellefteå AIK         |
| 19 | F | Marcus Sörensen    | 7. dubna 1992 (29 let)      | San Jose Sharks        |
| 20 | D | Lawrence Pilut     | 30. prosince 1995 (25 let)  | Traktor Čeljabinsk     |
| 23 | D | Jesper Sellgren    | 11. června 1998 (22 let)    | Frölunda HC            |
| 24 | F | Oscar Lindberg     | 29. října 1991 (29 let)     | HK Dynamo Moskva       |
| 27 | D | Nils Lundkvist     | 27. července 2000 (20 let)  | Luleå HF               |
| 28 | F | Jesper Frödén      | 21. září 1994 (26 let)      | Skellefteå AIK         |
| 29 | F | Mario Kempe        | 19. září 1988 (32 let)      | CSKA Moskva            |
| 30 | G | Viktor Fasth       | 8. srpna 1982 (38 let)      | Växjö Lakers HC        |
| 32 | D | Magnus Nygren      | 7. června 1990 (30 let)     | HC Davos               |
| 34 | D | Albert Johansson   | 4. ledna 2001 (20 let)      | Färjestad BK           |
| 35 | G | Samuel Ersson      | 20. října 1999 (21 let)     | Brynäs IF              |
| 37 | F | Isac Lundeström    | 6. listopadu 1999 (21 let)  | Anaheim Ducks          |
| 39 | G | Adam Reideborn     | 18. ledna 1992 (29 let)     | Ak Bars Kazaň          |
| 40 | F | Andreas Wingerli   | 11. září 1997 (23 let)      | Skellefteå AIK         |
| 48 | F | Carl Klingberg     | 28. ledna 1991 (30 let)     | EV Zug                 |
| 50 | D | Viktor Lööv        | 16. listopadu 1992 (28 let) | Jokerit                |
| 51 | F | Filip Hållander    | 29. června 2000 (20 let)    | Luleå HF               |
| 64 | D | Jonathan Pudas     | 26. dubna 1993 (28 let)     | Jokerit                |
| 67 | F | Rickard Rakell - A | 5. května 1993 (28 let)     | Anaheim Ducks          |
| 68 | F | Victor Olofsson    | 18. července 1995 (25 let)  | Buffalo Sabres         |
| 70 | F | Dennis Rasmussen   | 3. července 1990 (30 let)   | Metallurg Magnitogorsk |

### Česko
- Soupiska na oficiálních webových stránkách Zdroj
- Hlavní trenér: Filip Pešán nominoval na šampionát 2021 tyto hráče.
- Asistent trenéra: Martin Straka
- Asistent trenéra: Jaroslav Špaček
- Trenér  brankářů: Zdeněk Orct

| 61 | B | Petr Kváča        | 12. července 1997 (23 let)  | Bílí Tygři Liberec   |
| 30 | B | Šimon Hrubec      | 30. června 1991 (29 let)    | Avangard Omsk        |
| 35 | B | Roman Will        | 22. května 1992 (28 let)    | Traktor Čeljabinsk   |
| 6  | O | David Musil       | 9. dubna 1993 (28 let)      | Oceláři Třinec       |
| 74 | O | Ondřej Vitásek X  | 4. září 1990 (30 let)       | Bílí Tygři Liberec   |
| 3  | O | Libor Hájek       | 4. února 1998 (23 let)      | New York Rangers     |
| 17 | O | Filip Hronek - A  | 2. listopadu 1997 (23 let)  | Detroit Red Wings    |
| 60 | O | Michal Moravčík   | 7. prosince 1994 (26 let)   | Tappara Tampere      |
| 9  | O | David Sklenička   | 8. září 1996 (24 let)       | Jokerit              |
| 88 | O | Libor Šulák       | 4. března 1994 (27 let)     | Oulun Kärpät         |
| 62 | O | Andrej Šustr      | 29. listopadu 1990 (30 let) | Kunlun Red Star      |
| 31 | O | Lukáš Klok        | 7. června 1995 (25 let)     | Lukko Rauma          |
| 95 | U | Matěj Blümel      | 31. května 2000 (20 let)    | Dynamo Pardubice     |
| 79 | U | Tomáš Zohorna - A | 3. ledna 1988 (33 let)      | Dynamo Pardubice     |
| 25 | U | Radan Lenc        | 30. července 1991 (29 let)  | Bílí Tygři Liberec   |
| 14 | U | Adam Musil        | 26. března 1997 (24 let)    | Bílí Tygři Liberec   |
| 44 | U | Matěj Stránský    | 11. července 1993 (27 let)  | Oceláři Třinec       |
| 52 | U | Michael Špaček    | 9. dubna 1997 (24 let)      | Oceláři Třinec       |
| 78 | U | Robin Hanzl - A   | 10. ledna 1989 (32 let)     | Spartak Moskva       |
| 69 | U | Lukáš Radil       | 5. září 1990 (30 let)       | Spartak Moskva       |
| 13 | U | Jakub Vrána       | 28. února 1996 (25 let)     | Detroit Red Wings    |
| 11 | U | Filip Zadina      | 27. listopadu 1999 (21 let) | Detroit Red Wings    |
| 19 | U | Jakub Flek        | 24. prosince 1992 (28 let)  | Energie Karlovy Vary |
| 72 | U | Filip Chytil      | 5. září 1999 (21 let)       | New York Rangers     |
| 43 | U | Jan Kovář -       | 20. března 1990 (31 let)    | EV Zug               |
| 18 | U | Dominik Kubalík   | 21. září 1995 (25 let)      | Chicago Blackhawks   |
| 92 | U | Jiří Sekáč        | 10. června 1992 (28 let)    | Avangard Omsk        |
| 67 | U | Jiří Smejkal      | 5. listopadu 1996 (24 let)  | Tappara Tampere      |

### Švýcarsko
- Soupiska na oficiálních webových stránkách Zdroj
- Hlavní trenér: Patrick Fischer nominoval na šampionát 2021 tyto hráče.
- Asistent trenéra:  Tommy Albelin
- Asistent trenéra:  Marco Bayer
- Asistent trenéra:  Christian Wohlwend

| Švýcarská hokejová reprezentace na MS 2021 (6. místo) | Švýcarská hokejová reprezentace na MS 2021 (6. místo) | Švýcarská hokejová reprezentace na MS 2021 (6. místo) | Švýcarská hokejová reprezentace na MS 2021 (6. místo) | Švýcarská hokejová reprezentace na MS 2021 (6. místo) |
| Číslo                                                 | Post                                                  | Hráč                                                  | Datum narození                                        | Klub                                                  |
| ----------------------------------------------------- | ----------------------------------------------------- | ----------------------------------------------------- | ----------------------------------------------------- | ----------------------------------------------------- |
| 2                                                     | O                                                     | Santeri Alatalo                                       | 9. května 1990 (31 let)                               | EV Zug                                                |
| 8                                                     | Ú                                                     | Vincent Praplan                                       | 10. června 1994 (26 let)                              | SC Bern                                               |
| 10                                                    | Ú                                                     | Andres Ambühl - A                                     | 14. září 1983 (37 let)                                | HC Davos                                              |
| 13                                                    | Ú                                                     | Nico Hischier - A                                     | 4. ledna 1999 (22 let)                                | New Jersey Devils                                     |
| 15                                                    | Ú                                                     | Grégory Hofmann                                       | 13. listopadu 1992 (28 let)                           | EV Zug                                                |
| 16                                                    | O                                                     | Raphael Diaz -                                        | 9. ledna 1986 (35 let)                                | EV Zug                                                |
| 20                                                    | B                                                     | Reto Berra                                            | 3. ledna 1987 (34 let)                                | Fribourg - Gottéron                                   |
| 23                                                    | Ú                                                     | Philipp Kurashev                                      | 12. října 1999 (21 let)                               | Chicago Blackhawks                                    |
| 24                                                    | O                                                     | Tobias Geisser                                        | 13. února 1999 (22 let)                               | EV Zug                                                |
| 25                                                    | O                                                     | Mirco Müller                                          | 21. března 1995 (26 let)                              | Leksand IF                                            |
| 28                                                    | Ú                                                     | Timo Meier                                            | 8. října 1996 (24 let)                                | San Jose Sharks                                       |
| 50                                                    | B                                                     | Melvin Nyffeler                                       | 16. prosince 1994 (26 let)                            | Rapperswil - Jona Lakers                              |
| 55                                                    | O                                                     | Romain Loeffel                                        | 10. března 1991 (30 let)                              | HC Lugano                                             |
| 59                                                    | Ú                                                     | Dario Simion                                          | 22. května 1994 (26 let)                              | EV Zug                                                |
| 60                                                    | Ú                                                     | Tristan Scherwey                                      | 7. května 1991 (30 let)                               | SC Bern                                               |
| 61                                                    | Ú                                                     | Fabrice Herzog                                        | 9. prosince 1994 (26 let)                             | HC Davos                                              |
| 63                                                    | B                                                     | Leonardo Genoni                                       | 28. srpna 1987 (33 let)                               | EV Zug                                                |
| 65                                                    | O                                                     | Ramon Untersander                                     | 21. ledna 1991 (30 let)                               | SC Bern                                               |
| 71                                                    | Ú                                                     | Enzo Corvi                                            | 23. prosince 1992 (28 let)                            | HC Davos                                              |
| 83                                                    | Ú                                                     | Joël Vermin                                           | 5. února 1992 (29 let)                                | Ženeva-Servette HC                                    |
| 85                                                    | Ú                                                     | Sven Andrighetto                                      | 21. března 1993 (28 let)                              | ZSC Lions                                             |
| 86                                                    | O                                                     | Janis Moser                                           | 6. června 2000 (20 let)                               | EHC Biel                                              |
| 88                                                    | Ú                                                     | Christoph Bertschy                                    | 5. dubna 1994 (27 let)                                | Lausanne HC                                           |
| 89                                                    | O                                                     | Fabian Heldner                                        | 24. června 1996 (24 let)                              | Lausanne HC                                           |
| 96                                                    | Ú                                                     | Noah Rod                                              | 7. června 1996 (24 let)                               | Ženeva-Servette HC                                    |
| 97                                                    | O                                                     | Jonas Siegenthaler                                    | 6. května 1997 (24 let)                               | New Jersey Devils                                     |

### Slovensko
- Soupiska na oficiálních webových stránkách Zdroj
- Hlavní trenér: Craig Ramsay nominoval na šampionát 2021 tyto hráče.
- Asistent trenéra: Michal Handzuš
- Asistent trenéra: Andrej Podkonický

| 35 | B | Adam Húska         | 12. května 1997 (24 let)    | Hartford Wolf Pack             |
| 33 | B | Július Hudáček     | 9. srpna 1988 (32 let)      | Spartak Moskva                 |
| 42 | B | Branislav Konrád   | 10. října 1987 (33 let)     | Olomouc                        |
| 3  | O | Adam Jánošík - A   | 7. září 1992 (28 let)       | IK Oskarshamn                  |
| 7  | O | Mário Grman        | 11. dubna 1997 (24 let)     | SaiPa                          |
| 5  | O | Šimon Nemec        | 15. února 2004 (17 let)     | Nitra                          |
| 22 | O | Samuel Kňažko      | 7. srpna 2002 (18 let)      | TPS Turku                      |
| 65 | O | Martin Bučko       | 13. května 2000 (21 let)    | Dynamo Pardubice               |
| 28 | O | Martin Gernát      | 11. dubna 1993 (28 let)     | Oceláři Třinec                 |
| 44 | O | Mislav Rosandič    | 26. ledna 1995 (26 let)     | Bílí Tygři Liberec             |
| 48 | O | Daniel Gachulinec  | 16. února 1994 (27 let)     | Detva                          |
| 29 | O | Michal Ivan        | 18. listopadu 1999 (21 let) | HKM Zvolen                     |
| 71 | O | Marek Ďaloga -     | 10. března 1989 (32 let)    | Dynamo Pardubice               |
| 17 | U | Dávid Buc          | 22. ledna 1987 (34 let)     | Bratislava Capitals            |
| 34 | U | Peter Cehlárik     | 2. srpna 1995 (25 let)      | Leksand IF                     |
| 77 | U | Martin Faško-Rudáš | 10. srpna 2000 (20 let)     | HC ’05 iClinic Banská Bystrica |
| 89 | U | Adrián Holešinský  | 11. února 1996 (25 let)     | Nitra                          |
| 27 | U | Marek Hrivík - A   | 28. srpna 1991 (29 let)     | Leksand IF                     |
| 12 | U | Miloš Kelemen      | 6. července 1999 (21 let)   | HKM Zvolen                     |
| 13 | U | Michal Krištof     | 11. října 1993 (27 let)     | Oulun Kärpät                   |
| 16 | U | Róbert Lantoši     | 24. září 1995 (25 let)      | Providence Bruins              |
| 23 | U | Adam Liška         | 14. října 1999 (21 let)     | Severstal Čerepovec            |
| 88 | U | Kristián Pospíšil  | 22. dubna 1996 (25 let)     | Lukko Rauma                    |
| 40 | U | Miloš Roman        | 6. listopadu 1999 (21 let)  | Oceláři Třinec                 |
| 8  | U | Pavol Skalický     | 9. listopadu 1995 (25 let)  | Lukko Rauma                    |
| 60 | U | Juraj Slafkovský   | 30. března 2004 (17 let)    | TPS Turku                      |
| 67 | U | Marián Studenič    | 28. října 1998 (22 let)     | New Jersey Devils              |
| 19 | U | Matúš Sukeľ        | 23. ledna 1996 (25 let)     | Sparta Praha                   |

### Dánsko
- Soupiska na oficiálních webových stránkách Zdroj
- Hlavní trenér: Heinz Ehlers nominoval na šampionát 2021 tyto hráče.
- Asistent trenéra:  Andreas Lilja
- Asistent trenéra:  Jens Nielsen

| 1  | G | Frederik Dichow      | 1. března 2000 (21 let)     | Odense Bulldogs                |
| 2  | D | Phillip Bruggisser   | 7. srpna 1991 (29 let)      | Grizzlys Wolfsburg             |
| 8  | D | Anders Krogsgaard    | 19. dubna 1996 (25 let)     | Fischtown Pinguins Bremerhaven |
| 9  | F | Frederik Storm       | 20. února 1989 (32 let)     | ERC Ingolstadt                 |
| 10 | F | Niklas Andersen      | 20. listopadu 1997 (23 let) | Fischtown Pinguins Bremerhaven |
| 11 | F | Alexander True       | 17. července 1997 (23 let)  | San Jose Barracuda             |
| 15 | D | Matias Lassen        | 15. března 1996 (25 let)    | Malmö Redhawks                 |
| 16 | F | Matthias Asperup     | 3. března 1995 (26 let)     | Herlev Eagles                  |
| 17 | F | Nicklas Jensen       | 6. března 1993 (28 let)     | Jokerit                        |
| 22 | D | Markus Lauridsen     | 28. února 1991 (30 let)     | Malmö Redhawks                 |
| 25 | D | Oliver Lauridsen - A | 24. března 1989 (32 let)    | Malmö Redhawks                 |
| 28 | D | Emil Kristensen      | 20. září 1992 (28 let)      | Schwenninger Wild Wings        |
| 29 | D | Morten Madsen        | 16. ledna 1987 (34 let)     | Timrå IK                       |
| 30 | G | Mads Søgaard         | 13. prosince 2000 (20 let)  | Esbjerg Energy                 |
| 32 | G | Sebastian Dahm       | 28. února 1987 (34 let)     | EC KAC                         |
| 33 | F | Julian Jakobsen      | 11. dubna 1987 (34 let)     | Aalborg Pirates                |
| 38 | F | Morten Poulsen - A   | 9. září 1988 (32 let)       | Herning Blue Fox               |
| 40 | F | Jesper Jensen        | 5. února 1987 (34 let)      | Frederikshavn White Hawks      |
| 41 | D | Jesper B. Jensen -   | 30. července 1991 (29 let)  | Malmö Redhawks                 |
| 43 | F | Nichlas Hardt        | 6. července 1988 (32 let)   | Rungsted Seier Capital         |
| 47 | D | Oliver Larsen        | 25. února 1998 (23 let)     | IK Oskarshamn                  |
| 48 | D | Nicholas Jensen      | 8. dubna 1989 (32 let)      | Düsseldorfer EG                |
| 50 | F | Mathias Bau Hansen   | 7. března 1993 (28 let)     | Herning Blue Fox               |
| 72 | F | Nicolai Meyer        | 21. července 1993 (27 let)  | Porin Ässät                    |
| 75 | F | Mathias From         | 16. prosince 1997 (23 let)  | Düsseldorfer EG                |
| 89 | F | Mikkel Bødker        | 16. prosince 1989 (31 let)  | HC Lugano                      |
| 95 | F | Nick Olesen          | 14. listopadu 1995 (25 let) | IK Oskarshamn                  |

### Bělorusko
- Soupiska na oficiálních webových stránkách Zdroj
- Hlavní trenér: Michail Zacharov nominoval na šampionát 2021 tyto hráče.
- Asistent trenéra:  Dmitrij Karpikov
- Asistent trenéra:  Michail Kravec
- Asistent trenéra:  Vladimir Vorobjov

| 2  | D | Ilya Solovyov        | 20. července 2000 (20 let)  | HK Dinamo Minsk             |
| 7  | D | Stepan Falkovsky     | 18. prosince 1996 (24 let)  | HK Dinamo Minsk             |
| 8  | D | Ilya Shinkevich      | 1. září 1989 (31 let)       | HK Dinamo Minsk             |
| 9  | F | Stanislav Lopachuk   | 16. února 1992 (29 let)     | Junosť Minsk                |
| 10 | D | Nick Bailen          | 12. prosince 1989 (31 let)  | Traktor Čeljabinsk          |
| 12 | D | Aliaksei Protas      | 6. ledna 2001 (20 let)      | Hershey Bears               |
| 13 | D | Mikhail Stefanovich  | 27. listopadu 1989 (31 let) | Junosť Minsk                |
| 14 | D | Yevgeni Lisovets     | 12. listopadu 1994 (26 let) | Salavat Julajev Ufa         |
| 15 | F | Artem Demkov         | 26. září 1989 (31 let)      | HK Dinamo Minsk             |
| 16 | F | Geoff Platt - A      | 10. července 1985 (35 let)  | Salavat Julajev Ufa         |
| 17 | F | Yegor Sharangovich - | 6. června 1998 (22 let)     | New Jersey Devils           |
| 18 | D | Kristian Khenkel - A | 11. července 1995 (25 let)  | Ak Bars Kazaň               |
| 19 | F | Nikita Komarov       | 28. června 1988 (32 let)    | Avangard Omsk               |
| 21 | F | Vladislav Kodola     | 30. října 1996 (24 let)     | Severstal Čerepovec         |
| 22 | F | Francis Paré         | 30. června 1987 (33 let)    | Avangard Omsk               |
| 30 | G | Konstantin Shostak   | 28. března 2000 (21 let)    | Severstal Čerepovec         |
| 31 | G | Danny Taylor         | 28. dubna 1986 (35 let)     | HK Dinamo Minsk             |
| 40 | G | Alexei Kolosov       | 4. ledna 2002 (19 let)      | HK Dinamo Minsk             |
| 73 | D | Dmitri Znakharenko   | 4. srpna 1993 (27 let)      | HK Dinamo Minsk             |
| 74 | F | Sergej Kosticyn      | 20. března 1987 (34 let)    | IClinic Bratislava Capitals |
| 81 | F | Sergei Drozd         | 14. dubna 1990 (31 let)     | Junosť Minsk                |
| 85 | D | Andrei Antonov       | 27. dubna 1985 (36 let)     | Junosť Minsk                |
| 88 | F | German Nesterov      | 31. srpna 1991 (29 let)     | HK Homel                    |
| 89 | D | Dmitry Korobov       | 12. března 1989 (32 let)    | Salavat Julajev Ufa         |
| 90 | F | Danila Klimovich     | 9. ledna 2003 (18 let)      | Dinamo Molodechno           |
| 92 | F | Shane Prince         | 16. listopadu 1992 (28 let) | Avtomobilist Jekatěrinburg  |
| 93 | F | Andrei Belevich      | 27. srpna 1997 (23 let)     | Torpedo Nižnij Novgorod     |
| 94 | D | Vladislav Yeryomenko | 23. dubna 1999 (22 let)     | HK Dinamo Minsk             |

### VelkáBritánie
- Soupiska na oficiálních webových stránkách Zdroj
- Hlavní trenér: Peter Russell nominoval na šampionát 2021 tyto hráče.
- Asistent trenéra: Adam Keefe
- Asistent trenéra: Corey Neilson

| 1  | G | Jackson Whistle     | 9. června 1995 (25 let)     | Nottingham Panthers |
| 2  | D | Dallas Ehrhardt     | 31. července 1992 (28 let)  | Manchester Storm    |
| 5  | F | Ben Davies          | 18. ledna 1991 (30 let)     | Manchester Storm    |
| 7  | F | Robert Lachowicz    | 8. února 1990 (31 let)      | Nottingham Panthers |
| 8  | F | Matthew Myers       | 6. listopadu 1984 (36 let)  | Sheffield Steelers  |
| 9  | F | Brett Perlini       | 14. června 1990 (30 let)    | Nottingham Panthers |
| 13 | D | David Phillips      | 14. srpna 1987 (33 let)     | Sheffield Steelers  |
| 14 | F | Liam Kirk           | 3. ledna 2000 (21 let)      | Sheffield Steelers  |
| 17 | D | Mark Richardson - A | 3. října 1986 (34 let)      | EC Bad Nauheim      |
| 20 | F | Jonathan Phillips - | 14. července 1982 (38 let)  | Sheffield Steelers  |
| 21 | F | Mike Hammond        | 21. února 1990 (31 let)     | Coventry Blaze      |
| 23 | D | Paul Swindlehurst   | 25. března 1993 (28 let)    | Coventry Blaze      |
| 27 | F | Luke Ferrara        | 7. června 1993 (27 let)     | Coventry Blaze      |
| 28 | D | Ben O'Connor        | 21. prosince 1988 (32 let)  | Sheffield Steelers  |
| 33 | G | Ben Bowns           | 21. ledna 1991 (30 let)     | Nottingham Panthers |
| 74 | F | Ollie Betteridge    | 21. května 1996 (25 let)    | Nottingham Panthers |
| 75 | F | Robert Dowd - A     | 26. května 1988 (32 let)    | Sheffield Steelers  |
| 91 | F | Ben Lake            | 31. května 1990 (30 let)    | Manchester Storm    |
| 34 | G | Jordan Hedley       | 7. srpna 1996 (24 let)      | Coventry Blaze      |
| 58 | D | David Clements      | 20. září 1994 (26 let)      | Coventry Blaze      |
| 11 | D | Mark Garside        | 21. března 1989 (32 let)    | Nottingham Panthers |
| 44 | D | Sam Jones           | 11. listopadu 1997 (23 let) | Sheffield Steelers  |
| 24 | D | Josh Tetlow         | 12. ledna 1998 (23 let)     | Nottingham Panthers |
| 63 | F | Brendan Connolly    | 15. září 1985 (35 let)      | Sheffield Steelers  |
| 16 | F | Sam Duggan          | 13. července 1998 (22 let)  | Coventry Blaze      |
| 18 | F | Lewis Hook          | 18. srpna 1996 (24 let)     | Nottingham Panthers |
| 89 | F | Ciaran Long         | 9. února 1991 (30 let)      | Manchester Storm    |
| 59 | F | Ross Venus          | 28. dubna 1994 (27 let)     | Coventry Blaze      |